# Рискиев, Тухтапулат Турсунович
Тухтапулат Турсунович Рискиев (3 ноября 1944, Ташкент, Узбекская ССР, СССР — 29 октября 2014, Ташкент, Узбекистан) — советский и узбекский учёный-физик и дипломат, академик Академии наук Узбекистана, Чрезвычайный и Полномочный Посол Узбекистана в Великобритании (2003—2007).

## Биография
В 1970 г. окончил Ташкентский государственный университет, затем — аспирантуру Физико-технического института Академии наук Узбекской ССР. В 1975 г. защитил кандидатскую диссертацию, в 1993 году — докторскую. В 1995 г. был избран членом Академии наук Республики Узбекистан. Доктор технических наук, профессор.
Сфера научных интересов — материаловедение и научное решение вопросов использования и комплексного развития солнечной энергетики в Узбекистане.
Работал в должности первого заместителя председателя Государственного комитета по науке и технике Республики Узбекистан.
- 2000—2003 гг. — государственный советник Президента Республики Узбекистан по вопросам науки, образования и социальным проблемам,
- 2003—2007 гг. — Чрезвычайный и Полномочный Послол Республики Узбекистан в Соединенном Королевстве Великобритании и Северной Ирландии.

Являлся старшим научным сотрудником, заведующим лабораторией, заместителем директора по научной работе Физико-технического института Академии наук Узбекистана, главным ученым секретарем Института материаловедения Академии наук.